# Sadet Karabulut

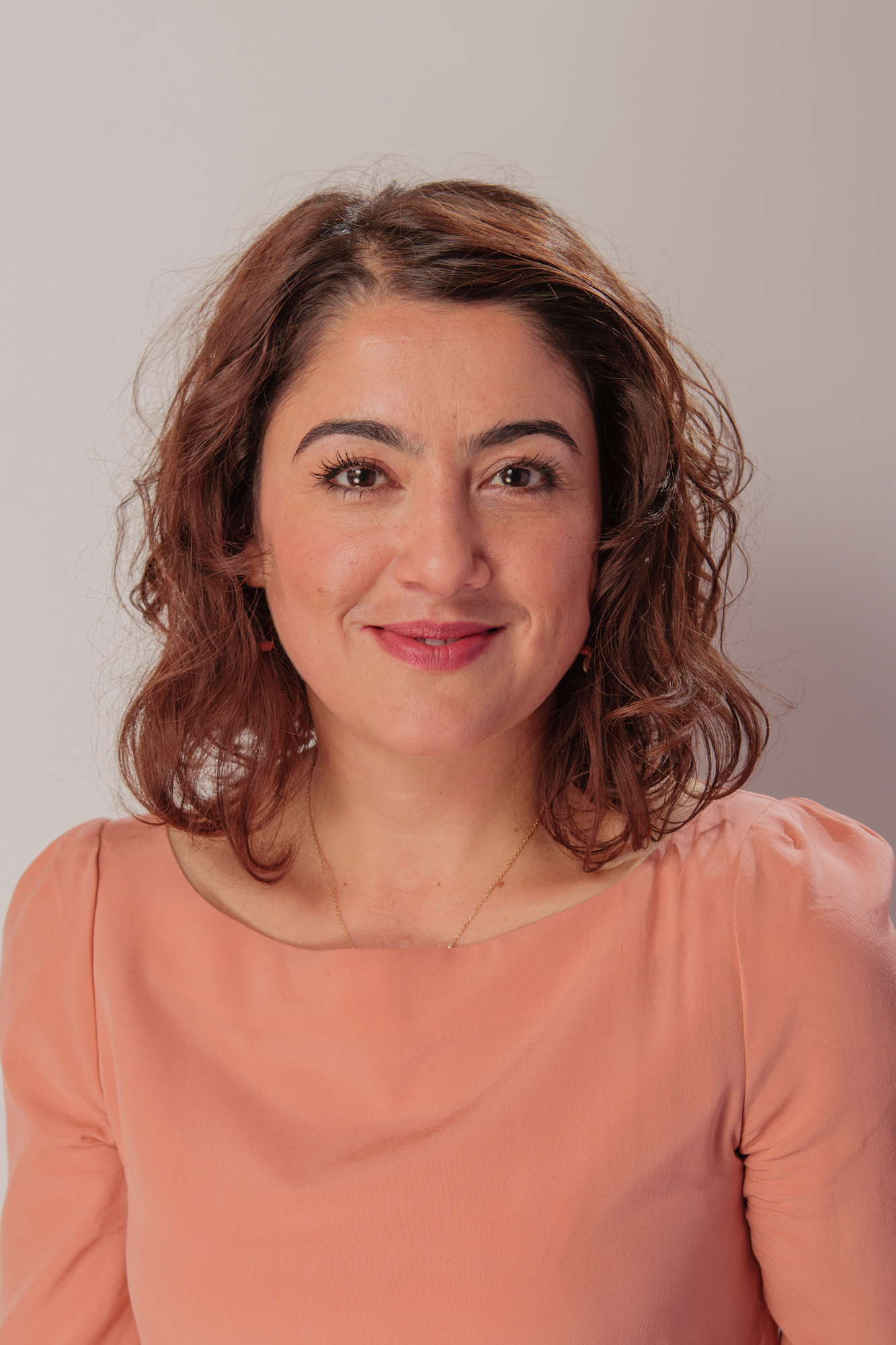
Sadet Karabulut

Sadet Karabulut (* 28. April 1975 in Dordrecht) ist eine niederländische Politikerin der Socialistische Partij (SP).

## Leben
Karabulut studierte öffentliches Verwaltungswesen an der Erasmus-Universität Rotterdam. In 2006 war sie Mitglied des Gemeinderates von Amsterdam. Seit 2006 ist Karabulut Mitglied der Zweiten Kammer der Generalstaaten. Sie wohnt in Amsterdam.